# Dolores Corbella Díaz
Dolores Corbella Díaz (Santa Cruz de Tenerife, 1 de julio de 1959) es una filóloga española, experta en lexicografía diferencial y en historia de la lengua, académica de número de la RAE, ocupando el sillón d.

## Trayectoria
Corbella defendió su tesis doctoral en 1984 y en 1987 optó a la plaza de Profesora titular. Una década después, accedió a la Cátedra de Filología Románica de la Universidad de La Laguna, convirtiéndose en aquel momento en una de las catedráticas más jóvenes de su especialidad. Ha impartido docencia y conferencias en centros como la Fundación Duques de Soria, Cilengua o El Colegio Nacional (México), así como en la Universidad de Granada, la Universidad Rovira i Virgili, la Universidad de La Coruña, la Universidad Complutense de Madrid, la Universidad de Rostock, la Universidad de Heidelberg, la Universidad de Paderborn, la Universidad de Lausana, la Universidad de Évora o la Universidad de la Ciudad de Nueva York. 
Es miembro de la Sociedad de Lingüística Románica, de la Red de Lexicografía (RELEX), de la Asociación de Historia de la Lengua Española (AHLE) y de la Asociación de Lingüística y Filología de América Latina (ALFAL). Formó parte de la junta directiva de la Asociación española de Lexicografía (AELex). Pertenece al comité evaluador de varias agencias, revistas y editoriales, así como al comité científico de diversos congresos y proyectos panhispánicos. Fue coordinadora de la sección «Fuentes para la historia del español» del XXI Deutscher Hispanistengag (29 de marzo al 2 de abril de 2017), presidenta de la sección de Lexicografía del XXIXe Congrés international de linguistique et de philologie romanes (Copenhague, 2019) y del comité organizador del XXXe Congrés international de linguistique et de philologie romanes (La Laguna, 2022). En la ULL, dirige el grupo de investigación «LexHis» (Lexicografía e Historia) y ha sido investigadora principal de varios proyectos competitivos, el último concedido para el periodo 2021-2024. El 17 de marzo de 2021 el Gobierno de Canarias le otorgó el Premio de Canarias en la modalidad de Investigación e Innovación.
Durante más de una década Corbella coordinó la sección de Filología del Instituto de Estudios Canarios, del que fue además vicedirectora y directora. Bajo su dirección, este centro modernizó su funcionamiento y se trasladó a la actual sede en la Casa de Ossuna, en el centro histórico de la ciudad de La Laguna. Ha ocupado también varios cargos de gestión en su Universidad, de la que llegó a ser Vicesecretaria general. En 2015 fue nombrada académica correspondiente de la RAE como representante territorial de Canarias y, en 2022, elegida académica de número, ocupando el sillón «d». Tomó posesión el 16 de abril de 2023 con un discurso titulado "Un mar de palabras", en el que disertó sobre el panhispanismo. Le dio la réplica Pedro Álvarez de Miranda de la Gándara

## Labor lexicográfica
Su labor junto a Cristóbal Corrales (catedrático emérito de Lengua Española) ha sido reconocida internacionalmente por los avances que sus trabajos han supuesto para la lexicografía diferencial. La primera publicación importante en esta línea de investigación fue la edición del Tesoro lexicográfico del español de Canarias (1992; 1996). A partir de esta publicación, ha sido coautora de diversos diccionarios que inciden en esta temática como el Diccionario diferencial (1996), el Diccionario ejemplificado de canarismos (2009) o el Diccionario histórico del español de Canarias (2001; 2013), este último publicado en abierto en la página web de la Fundación Rafael Lapesa desde diciembre de 2014. Sus diccionarios han servido de modelo para otros proyectos similares que se han llevado a cabo o están en ejecución en varias zonas del español europeo y en países como Puerto Rico, Venezuela, Cuba o la República Dominicana.
Otra de sus líneas de investigación ha sido la traducción y edición de los textos de la expansión atlántica, un trabajo interdisciplinar que ha realizado en el seno del IEMyR (Instituto de Estudios Medievales y Renacentistas de la ULL), del que fue cofundadora. Dentro del grupo «Derroteros atlánticos», que coordina desde sus inicios, ha trabajado y sigue colaborando con especialistas como Eduardo Aznar (Catedrático de Historia Medieval) y Antonio Tejera (Catedrático de Arqueología, Premio Canarias de Patrimonio histórico).

## Premios y reconocimientos
- 2008 Premio de investigación Canarias-América de la Casa de Colón.
- 2010 Nombramiento de mujer canaria. Ayuntamiento de San Cristóbal de La Laguna y Orfeón La Paz.
- 2011 Premio de investigación filológica de la Real Academia Española.
- 2013 Miembro de honor del Instituto de Estudios Canarios.
- 2015 Académica correspondiente por Canarias de la Real Academia Española.
- 2016 Premio de investigación del IUEM (Instituto Universitario de Estudios de la Mujer).
- 2021 Premio de Canarias en la modalidad de Investigación e Innovación.
- 2022 Académica de número (sillón «d») de la Real Academia Española.[11][12]

## Principales obras

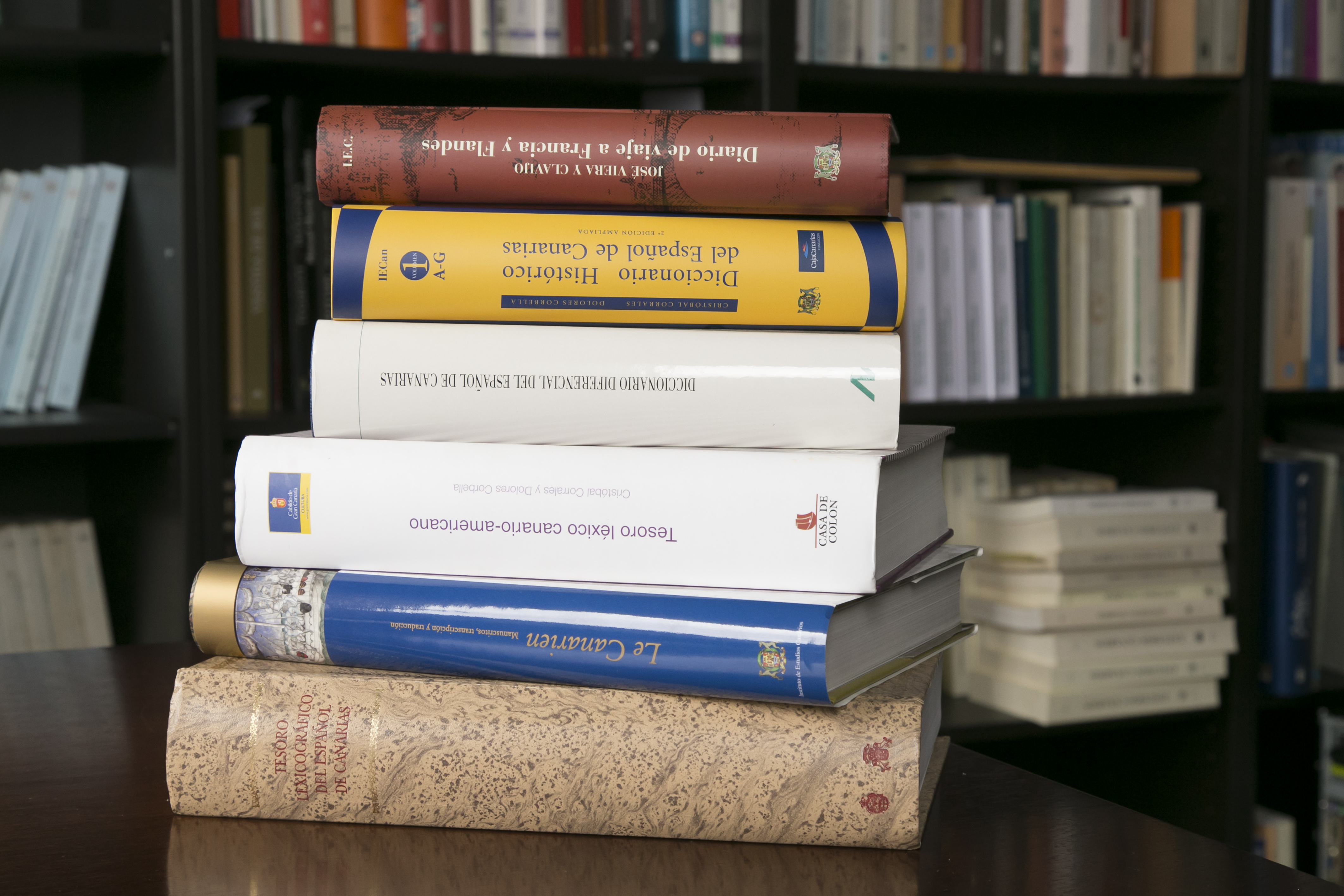

- 1992, 1999 (2ª ed.) Libro de Apolonio. Madrid: Cátedra, 305 pp.
- 1992, 1996 (2ª ed.) Tesoro lexicográfico del español de Canarias. Con C. Corrales y Mª Á. Álvarez. Madrid-Canarias: Real Academia Española-Gobierno de Canarias, 3 vols., 2822 pp.
- 1996 Diccionario diferencial del español de Canarias. Con C. Corrales y Mª Á. Álvarez. Madrid: Arco/Libros, 1339 pp.
- 1996 El español de Canarias hoy: análisis y perspectivas. Madrid/Fráncfort: Iberoamericana/Vervuert, 303 pp.
- 2001, 2013 (2ª ed.) Diccionario histórico del español de Canarias. Con C. Corrales. La Laguna: IECan, 2 vols., 2069 pp. Versión digital en la página web de la RAE . Incluido en Tesoro de diccionarios históricos de la lengua desde noviembre de 2021 .
- 2003 Le Canarien. Manuscritos, transcripción y traducción. Con B. Pico y E. Aznar. La Laguna: IECan, 491 pp.
- 2007 Historiografía lingüística en el ámbito hispánico. Con J. Dorta. Madrid: Arco/Libros, 611 pp.
- 2009 Diccionario ejemplificado de canarismos. Con C. Corrales. La Laguna: IECan, 2 vols., 2264 pp.
- 2010 Tesoro léxico canario-americano. Con C. Corrales. Las Palmas de Gran Canaria: Casa de Colón, 1198 pp.
- 2012 La Crónica de Guinea. Un modelo de etnografía comparada. Con E. Aznar y A. Tejera. Barcelona: Edicions Bellaterra, 346 pp.
- 2012 Lexicografía hispánica del siglo XXI. Madrid: Arco/Libros, 574 pp.
- 2014 Islas y voces del azúcar I. Con A. Viña y C. Corrales. La Laguna/Las Palmas de Gran Canaria: AHPT/AHPLP, 385 pp.
- 2014 Léxico azucarero atlántico. Con C. Corrales y A. Viña. Logroño: Cilengua, 318 pp.
- 2014 Diccionario de historia natural, de José de Viera y Clavijo. Con C. Corrales. Santa Cruz de Tenerife: Ediciones Idea, 2 vols., 649+692 pp.
- 2016 Islas y voces del azúcar II. Con A. Viña y C. Corrales. La Laguna/Las Palmas de Gran Canaria: AHPT/AHPLP, 351 pp.
- 2017 Los viajes africanos de Alvise Cadamosto. Con E. Aznar y A. Tejera. La Laguna: IECan, 182 pp.
- 2017 Español y portugués en contacto. Préstamos léxicos e interferencias. Con A. Fajardo. Berlín/Boston: De Gruyter, 430 pp.
- 2018 Historia del léxico español y Humanidades digitales. Con A. Fajardo y J. Langenbacher. Berlín: Peter Lang, 498 pp.
- 2020 La canariedad encubierta de Benito Pérez Galdós. Con C. Corrales. Las Palmas de Gran Canaria - La Laguna: Casa Museo Pérez Galdós / IECan, 231 pp.
- 2021 África y sus islas en el manuscrito de Valentim Fernandes. Con E. Aznar. Madrid: Dykinson, 275 pp.